# Ätran (rivier)
De Ätran is een rivier in het zuiden van Zweden. De rivier is ongeveer 240 km lang en heeft een stroomgebied van 3343 km².
De rivier start op een hoogte van 332 meter boven de zeespiegel in de buurt van Gullered, gemeente Ulricehamn in Västergötland, en mondt bij Falkenberg in Halland uit in het Kattegat. De rivier is bekend vanwege de mogelijkheid om er zalm te vangen.
- Virtual International Authority File: 246988747